# Jim Chapin
James F. Chapin (New York, 23 luglio 1919 – Fort Myers, 4 luglio 2009) è stato un batterista statunitense di jazz.
Jim Chapin è stato l'ultimo studente rimasto di Sanford A. Moeller, che inventò e rese popolare il metodo Moeller. Jim ha insegnato tale metodo percussivo durante la sua carriera di 60 anni a batteristi importanti come Dom Famularo, Thomas Lang, Jojo Mayer e tanti altri.
È l'autore di un'opera nota a proposito della batteria nel jazz, i cui primi due volumi sono Advanced Techniques for the Modern Drummer (Vol. I) e Advanced Techniques for the Modern Drummer (Vol. II). Stava lavorando al terzo volume quando la morte lo ha colto. È stato anche l'autore di parecchi album (successivamente convertiti in CD) a proposito della batteria nel jazz, come anche 2 CD intitolati Jim Chapin: Songs, Solos, Stories (voll. 1 e 2)
È padre di quattro figli, dei quali fanno parte i musicisti Harry, Tom e Steve Chapin.